# Antoine-Hubert Grauls
Antoine-Hubert Grauls (Kortessem, 1º febbraio 1899 – Hasselt, 26 luglio 1986) è stato un missionario e arcivescovo cattolico belga.

## Biografia
Entrò tra i Missionari d'Africa e fu ordinato prete il 16 luglio 1923. Missionario in Burundi, il 23 dicembre 1936 da papa Pio XI lo nominò vescovo titolare di Mades e vicario apostolico di Urundi; il 10 novembre 1959 il vicariato fu elevato ad arcidiocesi metropolitana con il nome di Gitega e Grauls fu trasferito a quella sede residenziale.
Nel 1944 fondò la congregazione indigena dei Figli di San Giuseppe.
Si dimise da metropolita di Gitega nel 1967 e fu trasferito alla sede titolare di Giru di Marcello.

## Genealogia episcopale e successione apostolica
La genealogia episcopale è:
- Vescovo Johannes Wolfgang von Bodman
- Vescovo Marquard Rudolf von Rodt
- Vescovo Alessandro Sigismondo di Palatinato-Neuburg
- Vescovo Johann Jakob von Mayr
- Vescovo Giuseppe Ignazio Filippo d'Assia-Darmstadt
- Arcivescovo Clemente Venceslao di Sassonia
- Arcivescovo Massimiliano d'Asburgo-Lorena
- Vescovo Kaspar Max Droste zu Vischering
- Vescovo Joseph Louis Aloise von Hommer
- Vescovo Nicolas-Alexis Ondernard
- Vescovo Jean-Joseph Delplancq
- Cardinale Engelbert Sterckx
- Vescovo Jean-Joseph Faict
- Cardinale Pierre-Lambert Goossens
- Vescovo Martin-Hubert Rutten
- Vescovo Louis-Joseph Kerkhofs
- Arcivescovo Antoine-Hubert Grauls, M. Afr.

La successione apostolica è:
- Vescovo Michel Ntuyahaga (1959)